# Axonopus casiquiarensis
Axonopus casiquiarensis är en gräsart som beskrevs av Gerrit Davidse. Axonopus casiquiarensis ingår i släktet Axonopus och familjen gräs. Inga underarter finns listade i Catalogue of Life.